# دانشگاه مرکزی اکوادور
دانشگاه مرکزی اکوادور (به اسپانیایی: Universidad Central del Ecuador) یک دانشگاه در اکوادور است که در کیتو واقع شده‌است.